# Kim Småge
Kim Småge, Pseudonym für Anne Karin Thorhus (* 23. Juni 1945 in Trondheim), ist eine norwegische Lehrerin, Schriftstellerin, Übersetzerin und Journalistin, die durch ihre Kriminalromane international bekannt wurde. Sie war weltweit die erste weibliche Ausbilderin für Sporttauchen und Unterwasserjagd. Übersetzungen ihrer Bücher erfolgten in acht Sprachen (Stand Ende 2019).
Nach Berufsschule, Arbeit als Sekretärin und Abitur an einem Wirtschaftsgymnasium studierte sie von 1973 bis 1977 an der Universität Trondheim Skandinavistik, Anglistik und Geografie. Seit 1991 ist sie freie Schriftstellerin. Mit ihrem Roman Nattdykk (dt. Nachttauchen) war Småge die erste Frau der sogenannten „neuen weiblichen Welle“ in der norwegischen Kriminalliteratur.
Von 1987 bis 1991 und von 2002 bis 2004 war sie Vorstandsmitglied des Den norske Forfatterforening (DnF), des norwegischen Schriftstellerverbands. Småge lebt bei Trondheim.

## Auszeichnungen
- 1983 Riverton-Preis für Nattdykk
- 1994 Skandinavischer Krimipreis für Sub Rosa
- 1999 Palle-Rosenkrantz-Preis für En kjernesunn død[5]

## Kriminalromane

### Anne-kin Halvorsen-Serie
- 1992 Kvinnens lange arm[6]
- 1993 Sub Rosa (dt. Tapetenwechsel. Argument, Hamburg 1997, ISBN 978-3-88619-586-2)
- 1995 En kjernesunn død (dt. Ein kerngesunder Tod. Scherz, Bern/München/Wien 1999, ISBN 978-3-502-51720-7)
- 1997 Containerkvinnen (dt. Die Containerfrau. Scherz, Bern/München/Wien 2001, ISBN 978-3-502-51819-8)
- 2002 Solefall (dt. Mittsommer. Scherz, Frankfurt/M. 2004, ISBN 978-3-502-51987-4)
- 2004 Dobbeltmann (dt. Zweitgesicht. Argument, Hamburg 2007, ISBN 978-3-86754-176-3)

### Sonstige Kriminalromane
- 1983 Nattdykk (dt. Nachttauchen. Argument, Hamburg/Berlin 1994, ISBN 978-3-88619-556-5)
- 1984 Origo
- 1986 Kainan (dt. Die weißen Handschuhe. Argument, Hamburg 1994, ISBN 978-3-88619-514-5)

## Weitere Werke

### Einzelromane
- 1991 Lex Love (dt. Wer die Regel bricht. Fretz und Wasmuth, Bern/München/Wien 1999, ISBN 978-3-502-10685-2)
- 1997 Medaljen
- 1999 Koksbiter og trollsplint

### Kinder-/Jugendliteratur
- 1986 Figurene
- 1986 Interrail